# Roberto Pettinato (hijo)
Roberto Pettinato (h) (Embajada del Ecuador en Buenos Aires, 15 de diciembre de 1955) es un músico, humorista, periodista y conductor de radio y televisión argentino.
Inició su carrera como periodista de una revista especializada en rock, gracias a la cual consiguió tener contacto con el cantante Luca Prodan, voz líder de la banda Sumo, quien lo sumó a su agrupación como saxofonista. Fue miembro de Sumo desde 1982 hasta su disolución en 1987, luego de la muerte de Prodan.
Continuó su carrera musical en España, conformando la banda Pachuco Cadáver, para luego retornar a la Argentina donde se abocó a su labor como periodista. Trabajó en diferentes programas de radio y televisión, muchos de ellos de producción propia (como Duro de Domar, que le dio fama a nivel nacional), a la vez de continuar de forma esporádica con su actividad musical. Su producción solista se enfoca principalmente en el jazz.
Sobre el final del año 2014 anunció su retiro definitivo de la actividad periodística, para dar inicio a un nuevo proyecto musical, junto a su excompañero en Sumo, Alberto "Superman" Troglio, al cual bautizaron con el nombre de Sana Behrooz. En diciembre de ese año, la nueva agrupación presentó su primer trabajo discográfico en el popular bar Niceto, de la ciudad de Buenos Aires. Condujo entre 2016 y 2017 en televisión, el programa La Hormiga Imperial, por Magazine y C5N.

## Biografía

### Niñez
Su padre, Roberto Pettinato, fue director general de Institutos Penales. Después del golpe militar de 1955 que instauró la dictadura autodenominada Revolución Libertadora su familia debió exiliarse en Ecuador. Debido al exilio de sus padres, nació en la Embajada de Ecuador en Buenos Aires el 15 de diciembre de 1955; su madre Clara Anderson de Fyhn (1926-†23 de mayo de 2006), ferviente admiradora de Eva Perón, se casó con Roberto Pettinato, creador de la Escuela Penitenciaria de la Nación y funcionario del 1° y 2º gobierno de Juan Domingo Perón. Su padre tenía 47 años cuando Roberto nació.
Cuando se instala en el poder la dictadura autodenominada Revolución Libertadora en 1955, el matrimonio debió refugiarse en la embajada de Ecuador en Buenos Aires, donde nace Roberto hijo. Estuvieron tres años en Ecuador, para luego recalar en Perú y después en Chile, lugares de exilio. De las coronas recibidas por la noticia del fallecimiento de la mamá de Roberto Pettinato, se destacan la de la Escuela Penitenciaria de la Nación y la del juez de la corte Eugenio Zaffaroni. Esto se debe a que Roberto Pettinato padre era un destacado penitenciarista a nivel nacional e internacional, que erradicó los viejos trajes a rayas, la cárcel de Ushuaia y logró que Argentina tenga una participación destacada en la Convención de Ginebra sobre Reglas Mínimas de Prevención del Delito y Tratamiento del Delincuente en 1947. al respecto del exilió de su familia Pettinato recordó:

«Lo que vino después de Perón fue horrible: Aramburu y Rojas, que gracias a Dios murieron y están en el infierno, son los tipos que exiliaron a mi familia y mataron gente a mansalva. Fue la gran dictadura militar, después fueron perfeccionando la maldad. Aquella era bombardeemos y tomemos el poder, eran unos tipos horribles, después siguieron siendo horribles pero se perfeccionaron. Era un época en la que te echaban del país».

### Trayectoria como periodista y músico
Se inició en el espectáculo como integrante de Experiencias en Radio Mitre, junto a Graciela Mancuso y Miguel Grinberg. También como redactor El Expreso Imaginario.
Sus notas le valieron el respeto de Luca Prodan, el líder de la banda Sumo.[cita requerida] La relación mantenida entre ambos posibilitó su inserción en la tercera formación del grupo en el año 1982. Pettinato se unió como saxofonista hasta la disolución de la banda, en enero de 1988, luego de la muerte de Prodan. Luego integró otros proyectos musicales, como Los Maxilares de Perón, Pachuco Cadáver y la Loser Blues Band.

### Conductor de televisión
En 1987 condujo un programa de TV "Estación Musical" en la emisora ATC. Continuó ligado a la música por un tiempo más, hasta que Gerardo Sofovich le abrió las puertas de la televisión.

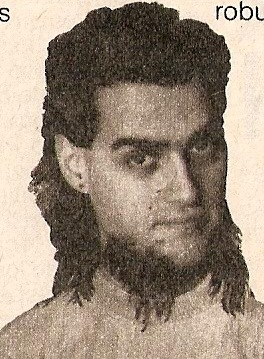
Roberto Pettinato en 1984.

A comienzos de los noventa fue invitado por Sofovich para unirse a la conducción del programa La Noche del Domingo por Canal 9. Fue su primer intervención como conductor de TV con público en vivo.
En 1993 se trasladó a Canal 13 para conducir su propio programa Mirá quien canta, un musical íntegramente grabado en exteriores. Tres años después formó parte de 360: Todo para ver, un magazine de espectáculos, en donde también participaban el modelo y conductor Horacio Cabak y el periodista deportivo Gonzalo Bonadeo.
En 1997 se lo pudo ver en Duro de Acostar.
Entre 1996 y 1998 condujo Orsai a Medianoche. El programa que se emitía por TyC Sports mezclaba las notas deportivas, a cargo de Bonadeo, con las secciones de humor de Pettinato y Gillespi.
Posteriormente incursionó en varios programas. Un aplauso para el asador por Canal 13 junto a Diego Pérez, Listos ya y Duro de acostar por Telefe, Todos al diván con Elizabeth Vernaci primero, y con Karina Mazzocco en la segunda parte del ciclo, en la conducción, y Petti en vivo por Canal 9 en ese momento denominado Azul TV.
El retorno al 13 se produjo con su participación en el programa Primicias de Adrián Suar, siendo nominado al Premio Martín Fierro Revelación. También fue parte de Orsai, la leyenda continúa por la misma señal de cable TyC Sports.
En 2001 actuó en la película Samy y yo.
En 2002 fue convocado para conducir Indomables, un magazine de espectáculos y humor, emitido por América TV. La conducción le permitió ganar su primer Premio Martín Fierro. Sin embargo, en el año 2005 el programa finalizó abruptamente sus emisiones por decisión de la productora PPT, al censurar las autoridades del canal otro de los ciclos de la productora, llamado TVR (Televisión Registrada). Fue tentado por Adrián Suar para retornar a Canal 13. Ese mismo año el programa, con nuevo nombre (Duro de Domar) fue relanzado. En el 2012 también condujo Que parezca un accidente, un resumen de noticias, emitido por el canal TN.
Su programa radial El Show de la Noticia le valió el otorgamiento de un premio "Martín Fierro" a su labor como conductor en dicho programa. Por otro lado, Pettinato dirige la revista "La Mano", en la que escriben periodistas de Rock como Alfredo Rosso, Pipo Lernoud y Marcelo Fernández Bitar.
Condujo la entrega de los Premios Gardel en 2002, 2003, 2004, 2005 y 2007 y los Premios Clarín Espectáculos en enero y nuevamente en diciembre de 2006, junto a la periodista y conductora Maria Laura Santillán.
En 2008 abandonó Duro de Domar, debido a problemas con el productor Diego Gvirtz. Al año siguiente comenzó el programa Un mundo perfecto por América que comenzó siendo un "late show" al estilo estadounidense para mutar hacia un programa de humor y espectáculos.
Luego de la salida de Ernestina Pais de la conducción del programa Caiga Quien Caiga y de una temporada con dos conductores, en el año 2013 Pettinato sería convocado para encabezar un nuevo trío conductor del popular informativo fundado en otro tiempo por Mario Pergolini. La nueva alineación de CQC, mostraba a Pettinato acompañado de los periodistas Clemente Cancela (que retornaba luego de haberse separado del equipo en 2009) y Diego Iglesias (quien venía ejerciendo su función como notero del programa). Al mismo tiempo, Pettinato volvería a hacer radio, al poner al aire "Nos conocemos bien", por Radio Mega 98.3, este último con la coconducción de su hija Tamara.
A pesar de estas propuestas, el bajo índice de audiencia de CQC en 2014 por un lado se retira de la TV.

### Sana Behrooz
A fines de 2014, Roberto Pettinato, alejado de la actividad periodística, reinicia su carrera musical formando el trío Sana Behrooz. Para ello, contaría con la colaboración de su amigo y excompañero en Sumo, Alberto "Superman" Troglio, quien nuevamente se pondría tras la batería para dar vida a esta nueva agrupación. Asimismo, la alineación se completaría con Matias Di Pasquale, al comando de los teclados. Para esta ocasión y así como en su momento lo hiciera Alejandro Sokol en Las Pelotas, Pettinato cambiaría el saxofón por la guitarra eléctrica, a la vez de ser la voz principal del equipo. La banda fue dada a conocer en octubre de ese año a través de la cuenta de Twitter de Pettinato presentándose en agosto en el Luna Para. y definida por él mismo como "la pata experimental de Sumo".
El 10 de diciembre de 2014 se realiza la presentación oficial de la nueva banda en Niceto Bar, en la Ciudad de Buenos Aires. Allí, la nueva agrupación tocaría temas pertenecientes a Sumo, como así también algunos de su propia producción. Luego de este recital, Sana Behrooz cerraría el año con un nuevo recital, en el Conventillo Cultural del Abasto. En este último recital, el trío contaría con la participación especial del trompetista Marcelo "Gillespi" Rodríguez, como músico invitado.

### Regreso a la conducción
En 2015 condujo nuevamente el programa Duro de Domar, esta vez transmitido por Canal 9. El programa terminó el 30 de diciembre de ese mismo año, tras 15 temporadas al aire. Al año siguiente, 2016, presentó Radio Rana por FM Rock and Pop 95.9 (se fue de la emisora por problemas económicos con los dueños) y "La hormiga imperial" por Magazine. Este último lo trasladó a C5N, para 2017.

## Vida privada
Su primera esposa fue Cecilia Dutelli, con la que tuvo 3 hijos, Homero, Tamara y Felipe. Después se casó con Gabriela Blondeau en 1998, separándose en 2006. Finalmente, en 2007 contrajo matrimonio con Karina El Azem, de la que terminaría separándose en 2013 y con quien tuvo 2 hijos, Lorenzo y Esmeralda.
Es hincha de Estudiantes de La Plata.

## Denuncia
En febrero de 2018, fue denunciado por abuso de poder.

## Trayectoria en medios

### Televisión
| Año                      | Programa                   | Canal                                      |
| ------------------------ | -------------------------- | ------------------------------------------ |
| 1987                     | Estación Musical           | ATC                                        |
| 1991-1992                | Rebelde sin Pausa          | ATC                                        |
| 1992                     | Cuidado con el perro       | ATC                                        |
| 1992                     | La noche del domingo       | ATC                                        |
| 1992                     | De la cabeza               | América TV                                 |
| 1993-1994                | Mira quien canta           | Canal 13                                   |
| 1995-1996                | Orsai a la Medianoche      | TyC Sports                                 |
| 1996                     | 360: todo para ver         | Canal 13                                   |
| 1997                     | Poliladron                 | Canal 13                                   |
| 1997-1998                | Duro de Acostar            | Telefe (1997-1998) Canal 9 Libertad (1998) |
| 1998                     | Listos Ya                  | Telefe                                     |
| 1999-2001                | Todos al Divan             | Azul Televisión                            |
| 2000                     | Primicias                  | Canal Trece                                |
| 2001                     | Petti en Vivo              | Azul Televisión                            |
| 2001                     | Poné a Francella           | Telefe                                     |
| 2002                     | Orsai, La leyenda continua | TyC Sports                                 |
| 2002                     | Un aplauso para el asador  | Canal Trece                                |
| 2002, 2004, 2007         | Premios Carlos Gardel      | Canal Trece                                |
| 2002-2005                | Indomables                 | América TV                                 |
| 2003, 2012               | Que parezca un accidente   | TN                                         |
| 2005-2006-2007-2008-2015 | Duro de Domar              | Canal Trece (2005-2008) Canal 9 (2015)     |
| 2009-2011                | Un mundo perfecto          | América TV                                 |
| 2013-2014                | CQC                        | El Trece                                   |
| 2016-2017                | La Hormiga Imperial        | Ciudad Magazine (2016) C5N (2017)          |
| 2022                     | Hemos Probado de Todo      | C5N                                        |

### Radio
Radio Mitre
- Experiencias

Radio Provincia
- Basta por hoy

Metro
- La punta del Obelisco

La 100
- El Show de la Noticia

Mega
- Petinatto y yo

Acqua FM 96.5 Pinamar, FM 105.9 Mar del Plata y FM 100.1 Villa Gesell + Aspen Punta FM 103.5
- Pettinato Roll & Roll

Rock & Pop
- Radio Rana

Pop
- Genio o idiota
- Mañana de sol

### Cine
- Samy y yo (Eduardo Milewicz, 2002) - Animador de TV

## Discografía

### Con Sumo
Con el grupo Sumo participó en cinco discos:
| Año de lanzamiento | Título                     | Discográfica  | Tipo         | Instrumento                        |
| 1983               | Corpiños en la madrugada   | Silly Records | Estudio      | Saxofón                            |
| 1985               | Divididos por la felicidad | Sony Music    | Estudio      | Saxofón y coros                    |
| 1986               | Llegando los monos         | Sony Music    | Estudio      | Saxo alto y tenor, acordeón, coros |
| 1987               | After Chabón               | Sony Music    | Estudio      | Saxo, acordeón y piano             |
| 1989               | Fiebre                     | Sony Music    | Estudio/Vivo | Saxofón                            |

### Con Pachuco Cadáver
Con el dúo Pachuco Cadáver editó 2 discos:
- 3 huevos bajo tierra (LP/CD, Triquinoise, 1991)
- Life In La Pampa (CD, Triquinoise, 1992)

### ConPettinato and The pessi-Mystics
- El yo saturado (2000) - Relanzado en el año 2010 por el sello de Seattle, Dadastic! Sounds.

### Como solista
- Música Anticomercial (2003)
- Estelas Monota (2010)
- My Head Is My Only House Unless It Rains (2011)
- Purity (2012)
- Same Egg (2013)
- Sumo x Pettinato (2017)

### ConCharly Garcíacomo invitado
- Pettinato plays García (2020)[12]

## Premios

### Premios Martín Fierro
- 2002: Labor Conducción masculina (Indomables/América TV - Un Aplauso para el Asador/Canal 13)
- 2003: Labor Conducción masculina (Indomables/América TV)
- 2004: Interés General (Indomables/América TV)
- 2004: Labor Conducción masculina (Indomables/América TV)
- 2005, 2006, 2007, 2008, 2009 y 2010: Nominado a mejor Labor conducción masculina